# ظاهرة Fis
ظاهرة Fis هي ظاهرة تحدث في مرحلة اكتساب الطفل للغة والتي تبين أن إدراك الطفل للصوتيات يحدث في وقت أبكر من قدرته على إنتاج allophone المطلوب. ويوضح ايضاً موضوعًا أعمق في اكتساب اللغة بالنسبة للطفل: أن المهارات في الفهم اللغوي تسبق بشكل عام المهارات المقابلة في الإنتاج اللغوي. يأتي الاسم من حادثة سجلت في عام 1960 من قبل ج. لكن عندما سأله الكبار: «هل هذه هي مسؤوليتك ؟» رفض البيان. عندما سئل: «هل هذه هي سمكتك؟» أجاب: «نعم، بلدي». يوضح ذلك أنه على الرغم من أن الطفل لا يستطيع إنتاج الصوت / ʃ / ، إلا أنه يمكنه أن يدرك أنه مختلف عن الصوت / s /. في حالات معينة، تكون الأصوات التي يصدرها الطفل مختلفة صوتيًا بالفعل، ولكنها ليست كافية للتمييز بالنسبة للأخرين لأن اللغة المعنية لا تُحدث مثل هذه التباينات.

## حوادث ASL
رأى الباحثون  أن ظاهرة Fis حدثت أثناء القيام ببحث عن الطفلة جولي، وهي طفلة صغيرة تتحدث لغة الإشارة. رأى الذين لاحظوها أن ذلك يحدث مع استخدامها لكلمة «ماء» عندما كانت جولي بالخارج تحمل الحجارة في يدها وتتحدث إلى المراقب من خلال النافذة. أصدرت جولي العلامة [ix-rock water ix-loc (خرطوم)] مع خطأ في شكل اليد "20" لـ «الماء». رأى المراقب ما أشارت إليه جولي، معتقدًا أن جولي تريد أكل الصخور في يدها وعلق على جولي بأنها لا تستطيع أكل الصخور. بمجرد أن رأت جولي أن المراقب قد فسر محاولتها على أن «الماء» هو علامة «الطعام / الأكل»، قم بتصحيح ما تريد الإشارة اليه وكررت علامتها مع شكل اليد "W" الذي يشير إلى «الماء». أدرك البالغ بعد ذلك ما تقصده جولي وسأل عما إذا كان المقصود هو أنها تريد استخدام خرطوم المياه وأومأت جولي برأسها إيجاباً.

## اكتساب اللغة
يمكن أن تفكك جميع اللغات إلى عناصر أصغر، فهي عبارة عن مستويات من اللغات مقسمة إلى: النظام الصوتي، والنظام المرجعي، والنظام الصرفي، والنظام النحوي. يرتبط النظام الصوتي بالمراحل المختلفة التي يمر فيها الطفل لاكتساب اللغة. تبدأ عملية اكتساب اللغة منذ الولادة، ويبدأ الدماغ في تخصيص الأصوات التي تُسمع من حولهم ويبدأ في إنتاج أصوات تشبه حروف العلة (الحروف الأسهل بالنسبة للطفل). هذه هي مرحلة التمتمة. مرحلة الثرثرة، من ستة إلى 11 شهرًا، هي عندما يتم دمج الحروف الساكنة (الحروف الأصعب لطفل) مثل / m / و / b / مع أحرف العلة، m a-ma-ma ba-ba-ba . المرحلتان التاليتان هما مرحلة الكلمة الواحدة، 12 إلى 18 شهرًا، ومرحلة الكلمات المكونة من كلمتين تبدأ من 18 شهرًا إلى عامين. في حوالي عامين، يدخل الطفل مرحلة التلغراف (تكوين جمل قصيرة)، حيث يتعلمون وضع كلمات متعددة مع بعضها البعض. لاحظ الباحثين انهم يمكنهم فقط تقدير الأعمار التي ينتقل فيها الطفل خلال المراحل. اذ يعود ذلك إلى العديد من العوامل المختلفة عندما يكتسب الطفل اللغة، مثل القدرة العقلية، والبيئة اللغوية المناسبة، ومدى التعرض للغة، وأكثر من ذلك.
يتم تقسيم النظام الصوتي إلى فئتين مختلفتين، الإدراك والإنتاج. بينما يمر الطفل بمرحلة اكتساب اللغة، يتطور الإدراك والإنتاج في دماغه. تحدث ظاهرة Fis بسبب نقص القدرة على الإنتاج من قبل الطفل، على الرغم من أن الطفل يدرك أنه الصوت الصحيح. وترد أدناه مناقشة للعلاقة بين الإدراك والإنتاج وظاهرة Fis.

### الإدراك
ان الأداء الصوتي للأطفال متسق غالبا وقابل للتنبؤ، مما يؤدي إلى الفكرة مقبولة بشكل عام ان أداءهم يحكمه مجموعة من القواعد، وليس نتيجة لانحرافات عشوائية. تُستخدم هذه القواعد للتنقل من الشكل السطحي (نطق البالغ) إلى نطق الطفل. قد تساعد هذه الفكرة في تفسير حدوث أشياء مثل ظاهرة Fis. هناك أدلة تدعم فكرة أن الطفل يتلاعب بتمثيل البالغين متساوي الأشكال للغة. ينبثق هذا الدليل من ثلاثة مجالات: 1) أن الطفل لديه القدرة على التعرف على التفاوتات في شكل الكبار التي لا يستطيع الطفل إنتاجها 2) أن الطفل يفهم كلامه الخاص و 3) ميوله النحوية والمورفولوجية.
يتمثل إدراك الأداء الصوتي للأطفال في أن التمثيل المعجمي لشكل البالغين يتم تمريره أولاً من خلال مرشح الإدراك الحسي للطفل. بمعنى أن نطق البالغين، أو الشكل السطحي، ليس بالضرورة الشكل الذي يتأثر بقواعد الطفل الصوتية. هناك فرق واضح بين شكل البالغين والتمثيل العقلي للطفل. قام بارتون بإختبار في عام (1976)  هذه الفرضية وكانت نتائجها إيجابية إلى حد كبير، على الرغم من وجود مطالبات لاحقة للمزيد من لـ «التفسيرات الإدراكية».

يبين المثال الأكثر بروزًا، الموضح في الاسفل، تصور المجموعات الساكنة مقارنة بإخراج الطفل. المجموعات المكونة من [+ صوت أنفي] متبوعة بـ [+ صوت قوي] أو [-صوت ضعيف] ينظر إليها الأطفال بشكل مختلف.
mend → mɛn يعني → mɛt 
الأصوات الأنفية قبل الاأصوات الساكنة [+ صوت] طويل وبارز (أنا ن د)
الأصوات الأنفية قبل الساكنة [-صوت] غير واضح، تاركًا الحرف الساكن التالي باعتباره الأكثر بروزًا في المقطع الصوتي.

 يتم تقسيم التمثيل العقلي للطفل إلى مجموعات صغيرة من القواعد تسمى قواعد الإدراك، والتي تستخدم للوصول إلى الشكل النهائي، وهو نطق الطفل. ويوضح المثال ادناه على تنفيذ قواعد الإدراك بشكل غير رسمي في اشتقاق المقطع، حيث ينتج الطفل باستمرار القرفصاء مثل [gɔp] :
/ skwɒt / → [skwɔp] (تنسيق coronal مع التسلسل الشفوي السابق / kw /)

 [skwɔp] → [kwɔp] (حذف ما قبل الساكن / s /)
[kwɔp] → [kɔp] (حذف أصوات ما بعد الساكن)

 [kɔp] → [gɔp] (تحييد تمييز التعبير) 

### الإنتاج
يظهر الأطفال غالبا أنهم قادرون على التعرف على النطق الصحيح لكلمة "fish"، إلا أنهم يستطيعون فقط نطق an / s /. بمعنى أنهم يقولون "fis" بدلاً من ذلك. نظرًا لأن المشكلة لا تبدو أنها تتعلق بإدراك الكلام، بل يعتقد الكثير من الخبراء أن المشكلة مرتبطة في الغالب بعضلات الخاصة للكلام، مما يجعلهم يعتقدون أن عضلات الكلام لدى هؤلاء الأطفال بحاجة إلى التدريب والتحسين. من أكثر الطرق التي يشجع بها الخبراء ممارسة إنتاج الكلام لدى الأطفال هي تكرار الكلمات / العبارات. في هذه الحالة، سيكون من المفيد جداً التدرب على الكلمات وخاصةً التي تحتوي على الصوت / ʃ / في كلمة "fish".

## التجارب والدراسات

### التناقض السري كمرحلة في اكتساب الصوتيات وعلم الأصوات
سكوبي وآخرون. في عام 1996، نظروا في مفهوم إدراك الطفل للأصوات وكيف يكتسبون طريقة كلامهم وكذلك كيف يتناقض الأطفال في المجموعات المتشابهة (minimal pair). تم استخدام الأطفال الذين يعانون من اضرابات صوتية وركزوا على مجموعات / s / التوقف الأولي لاكتسابهم لهم.

### الترتيب الثابت للتطور الصوتي
في دراسة أجريت من قبل رومان جاكوبسون عام 1941، افترض أن الأطفال الذين لغتهم الام الإنجليزية يتبعون في الأساس ترتيبًا صوتيًا عند اكتساب الفروق المميزة في لغتهم. تنص الدراسة على أن الأطفال لا يمكنهم الحصول على بعض الفروق بشكل كامل إلا إذا تعلموها مسبقًا. في دراسة أجريت عام 1948، افترض شفاشكين أن الأطفال الناطقين بالروسية (لغتهم الأم) يطورون اختلافات صوتية بترتيب ثابت. عرض في جدول حيث كانت السيلابانتس silabants «الصمت» مقابل «الهسهسة» في المرتبة ما قبل الأخيرة لاكتساب اللغة. بالنظر إلى أن الأطفال لا يزالون يعملون على تحسين مهاراتهم في الإنتاج الصوتي والعمل على تحسينها وتطويرها، فقد يكون السبب وراء ذلك هو عدم إنتاج هذه الميزات بدقة لأن الميزات السابقة لا تزال بحاجة إلى العمل.

### جولييت بليفينز والإدعاءات
ادعت جولييت بليفينز أن الأطفال يمكنهم إدراك كل من استخدامهم الخاص للمجموعات المتشابهة (minimal pairs) جنبًا إلى جنب مع استخدامات البالغين. وبرغم من أن الطفل قد يعتقد أن الفروق الدقيقة في استخدامه للزوج الأدنى يمكن أن يدركها البالغون، لأن الأطفال نفسهم يمكنهم التعرف على هذه الاختلافات.